# خانه‌های بریم شماره ۲۳۵
خانه‌های بریم شماره ۲۳۵ مربوط به دوره پهلوی دوم است و در آبادان، منطقه مسکونی بریم، پلاک ۲۳۵ واقع شده و این اثر در تاریخ ۳۰ بهمن ۱۳۸۶ با شمارهٔ ثبت ۲۱۲۰۷ به‌عنوان یکی از آثار ملی ایران به ثبت رسیده است.